# 永遠の夢に向かって
「永遠の夢に向かって」（えいえんのゆめにむかって）は、大黒摩季の9枚目のシングル。ミリオンセラーとなった同名アルバムの先行シングル。

## 概要
大黒の作品ではシングル、アルバムを通して、初めてオリコンチャート初登場かつ最高位1位を獲得した。翌月発売の大ヒットアルバム「永遠の夢に向かって」のリードシングルでありながら、6週連続TOP10入り累計80万枚近くを売り上げ、大黒にとって8番目のヒット曲となった。

## 収録曲
1. 永遠の夢に向かって　[4:43]
作詞・作曲：大黒摩季　編曲：葉山たけし
TBS系『COUNT DOWN TV』オープニングテーマ
イントロが約1分20秒ある。
2. ふたりが好きだから　[5:10]
作詞・作曲：大黒摩季　編曲：葉山たけし
長らくどのアルバムにも未収録だったが、2016年に発売されたオールタイム・ベスト『Greatest Hits 1991-2016 〜All Singles +〜』の【BIG盤】にて初収録となった。
3. 永遠の夢に向かって （オリジナル・カラオケ）　[4:45]
4. ふたりが好きだから （オリジナル・カラオケ）　[5:06]

## 参加ミュージシャン
- 生沢佑一（Chorus）#1
- SHINKOKAI GANGS （Chorus）#1

## 収録アルバム
- 永遠の夢に向かって
- BACK BEATs ＃1
- MAKI OHGURO BEST OF BEST〜All Singles Collection〜
- Greatest Hits 1991-2016 〜All Singles +〜

| スタブアイコン | サブスタブ | この項目は、まだ閲覧者の調べものの参照としては役立たない、シングルに関連した書きかけの項目です。この項目を加筆・訂正などしてくださる協力者を求めています（P:音楽/PJ:楽曲）。 |